# Station Iwuy
Station Iwuy is een spoorwegstation in de Franse gemeente Iwuy.